# Rasboroides vaterifloris
Rasboroides vaterifloris é uma espécie de peixe actinopterígeo da família Cyprinidae.
Apenas pode ser encontrada no Sri Lanka.